# Sentiero del filosofo

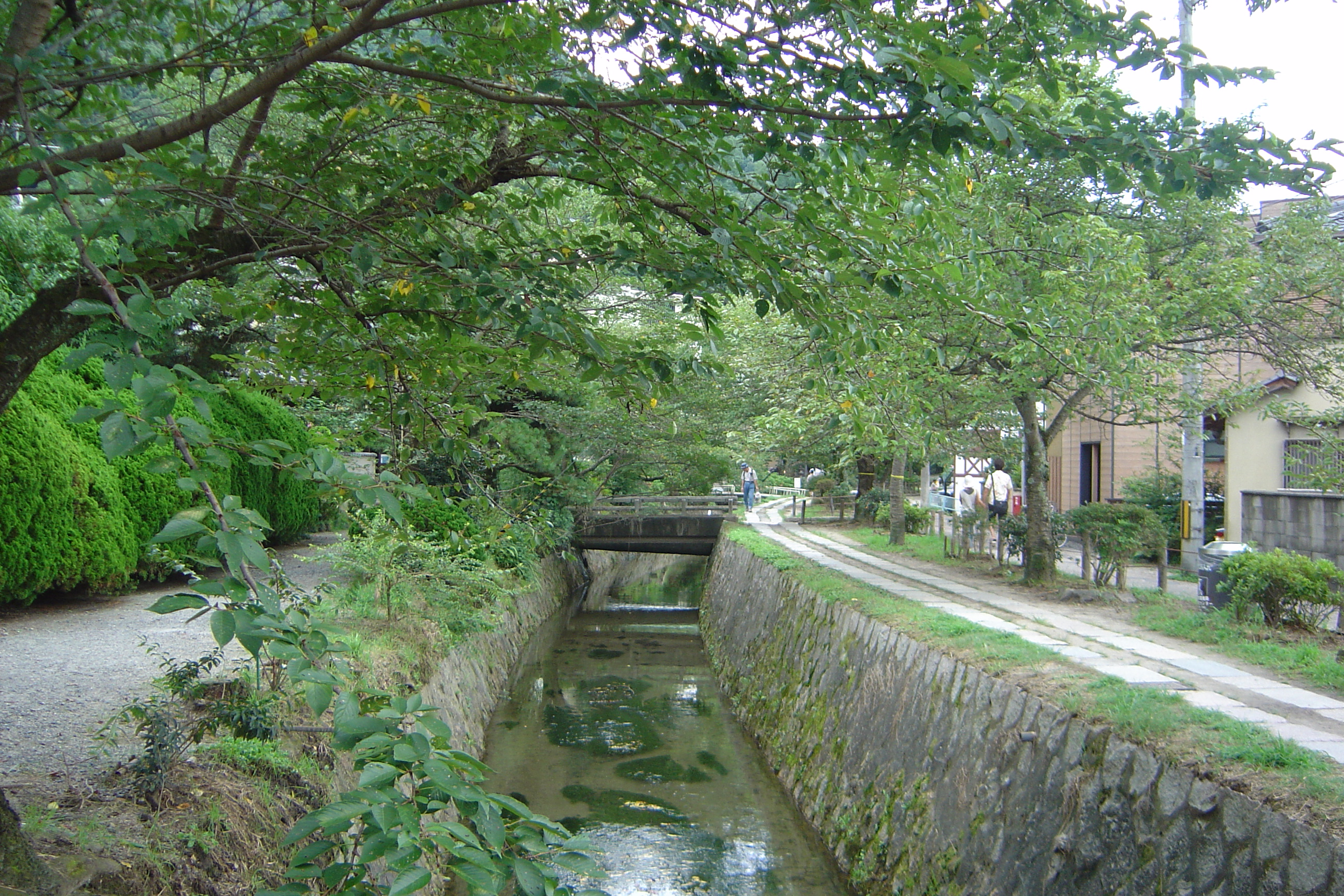
Durante l'estate

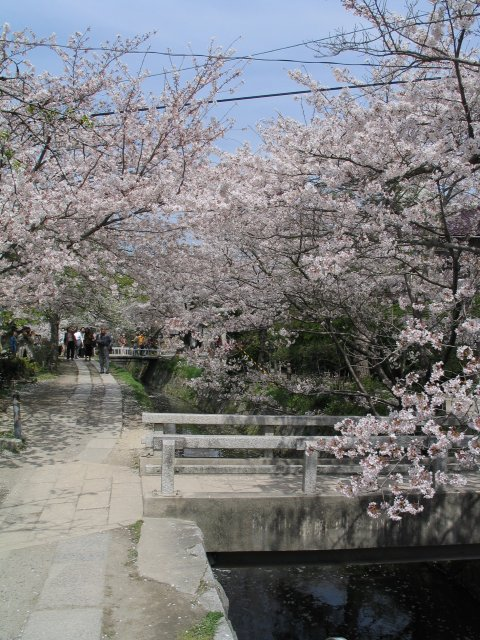
Durante la fioritura dei ciliegi

Il Sentiero del filosofo (哲学の道?, Tetsugaku no michi) è un percorso pedonale di Kyoto che si snoda lungo un canale fiancheggiato da ciliegi, tra Ginkaku-ji e Nanzen-ji. Il sentiero è così chiamato perché si pensa che un influente filosofo e professore giapponese dell'Università di Kyoto, Nishida Kitarō, si recasse qui per la meditazione quotidiana. Il sentiero collega numerosi templi e santuari, come Hōnen-in, il santuario di Ōtoyo e Eikan-dō Zenrin-ji. Ci vogliono circa 30 minuti per completare il sentiero, ma, fermandosi a visitare le attrazioni lungo il cammino, si impiega più tempo. Nel lato settentrionale del sentiero si gode di un'ottima visuale del vicino Daimon-ji. Questo sentiero è una località piuttosto gettonata e apprezzata sia dai turisti che dalla gente del posto, soprattutto durante la fioritura dei ciliegi.